# Alan Merrill
Pour les articles homonymes, voir Merrill.
Alan Merril, nom de scène d'Allan Preston Sachs, né le 19 février 1951 dans le Bronx (New York) et mort le 29 mars 2020 à Manhattan (New York), est un chanteur américain du groupe anglo-américain The Arrows, connu pour son tube I Love Rock 'n' Roll.
Il est chanteur, guitariste, auteur, acteur et modèle. Au début des années 1970, Merrill a été le premier occidental à être reconnu comme étoile populaire au Japon. Il a été le co-auteur et chanteur leader de la première version de la chanson anglophone I Love Rock 'n' Roll, qui a été enregistrée par The Arrows en 1975.
Alan Merrill était initialement un chanteur et guitariste, mais a aussi joué d'autres instruments: guitare basse, harmonica, et claviers.

## Biographie

### Jeunesse
Alan Merrill est né dans le quartier du Bronx, dans la ville de New York, le fils de deux musiciens de jazz, la chanteuse Helen Merrill et le joueur de saxophone/clarinette Aaron Sachs. Il a étudié au Aiglon College en Suisse de 9 ans à 13 ans, une école British boarding . A son retour aux Etats-Unis, il a été inscrit dans différentes écoles de New York et de Los Angeles, et à la Sophia University (un centre de recherche universitaire université privée jésuite à Tokyo). Il commence sa carrière semi professionnelles à New York City à l'âge de 14 ans en jouant dans le Café Wha? à Greenwich Village avec la bande(s) The Kaleidoscope, The Rayne, and Watertower West. Les groupes ont joué en club au cours des années 1966–1968.

### Mort
Alan Merrill est mort le 29 mars 2020 victime de la pandémie de covid-19 à Manhattan (New York).